# Tudor Dabija-Cazarov
Tudor Dabija-Cazarov (n.  ?) este un general din Republica Moldova.
Colonelul Tudor Dabija a fost numit prin Ordinul nr.83 din 27 mai 1992 în funcția de viceministru al apărării naționale.
Prin Decretul nr. 59 din 27 februarie 1997, președintele Republicii Moldova, l-a eliberat pe Tudor Dabija din funcția de viceministru al apărării.